# Jamele Mason
Jamele Mason (ur. 19 października 1989) – portorykański lekkoatleta specjalizujący się w biegach płotkarskich. Okazjonalnie biega także w sztafecie 4 × 400 metrów.
Medalista otwartych mistrzostw Trynidadu i Tobago oraz mistrzostw NCAA.

## Osiągnięcia
| Rok  | Impreza                                  | Miejsce  | Konkurencja                     | Lokata     | Wynik   |
| ---- | ---------------------------------------- | -------- | ------------------------------- | ---------- | ------- |
| 2010 | Igrzyska Ameryki Środkowej i Karaibów    | Mayagüez | sztafeta 4 × 400 metrów         | 5. miejsce | 3:04,98 |
| 2011 | Mistrzostwa Ameryki Środkowej i Karaibów | Mayagüez | bieg na 400 metrów przez płotki | 5. miejsce | 50,28   |
| 2011 | Mistrzostwa Ameryki Środkowej i Karaibów | Mayagüez | sztafeta 4 × 400 metrów         | 7. miejsce | 3:05,76 |
| 2011 | Mistrzostwa świata                       | Daegu    | bieg na 400 metrów przez płotki | eliminacje | 49,98   |
| 2012 | Igrzyska olimpijskie                     | Londyn   | bieg na 400 metrów przez płotki | eliminacje | 49,89   |
| 2013 | Mistrzostwa Ameryki Środkowej i Karaibów | Morelia  | bieg na 400 metrów przez płotki | 6. miejsce | 50,65   |

## Rekordy życiowe
- Bieg na 400 metrów (hala) – 47,93 (2012) / 47,15OT (2011)
- Bieg na 55 metrów przez płotki (hala) – 7,27 (2012) rekord Portoryko
- Bieg na 110 metrów przez płotki – 13,76 (2012)
- Bieg na 400 metrów przez płotki – 48,89 (2012)